# Stanisław Mantel
Stanisław Mantel (ur. 15 czerwca 1899 w Przemyślu, zm. 16–19 kwietnia 1940 w Katyniu) – porucznik uzbrojenia inżynier Wojska Polskiego, kawaler Orderu Virtuti Militari, ofiara zbrodni katyńskiej.

## Życiorys
Urodził się w rodzinie Eliasza i Karoli z Fechtdegenów. Absolwent gimnazjum w Przemyślu. Po zdaniu matury wcielony do armii austriackiej, uczestniczył w I wojnie światowej. 
W Wojsku Polskim od 1918, w stopniu chorążego, w 1 pułku artylerii polowej Legionów. Porucznikiem mianowany ze starszeństwem z dniem 1 czerwca 1919. Najpierw służył w obronie Przemyśla, a następnie jako dowódca 7. baterii 1 pap Leg. walczył w wojnie z bolszewikami.
W grudniu 1920 przeniesiony do rezerwy. W 1921 rozpoczął studia na Wydziale Chemicznym Politechniki Lwowskiej i w 1925 uzyskał dyplom inżyniera chemika. Do 1930 pracował w Chemicznym Instytucie Badawczym, następnie w Państwowym Monopolu Spirytusowym. Od 1931 był radcą w NIK.
Ćwiczenia rezerwy odbywał najpierw 1 pap Leg. (1925, 1928) następnie w 29 pułku artylerii polowej. Ukończył Szkołę Zbrojmistrzów i Szkołę Gazową. Mieszkał w Warszawie.
Podczas kampanii wrześniowej 1939, po agresji ZSRR na Polskę, został wzięty do niewoli sowieckiej. Osadzono go w obozie jenieckim w Putywlu. W listopadzie 1939 został przeniesiony do obozu jenieckiego w Kozielsku. Między 15 a 17 kwietnia 1940 przekazany do dyspozycji naczelnika Zarządu NKWD Obwodu Smoleńskiego – lista wywózkowa 029/5 z 13 kwietnia 1940, poz. 85. Został zamordowany między 16 a 19 kwietnia 1940 w lesie katyńskim przez funkcjonariuszy Obwodowego Zarządu NKWD w Smoleńsku oraz pracowników NKWD przybyłych z Moskwy na mocy decyzji Biura Politycznego KC WKP(b) z 5 marca 1940. Ofiary tej zbrodni grzebano w bezimiennych mogiłach zbiorowych, gdzie od 28 lipca 2000 mieści się oficjalnie Polski Cmentarz Wojenny w Katyniu. W miejscu tym prowadzone były ekshumacje i prace archeologiczne. Zidentyfikowany podczas ekshumacji prowadzonej przez Niemców w 1943 pod numerem 2992 – dosł. opisany jako Mantel Stanislaw (raport dzienny z 24 maja 1943). Przy jego szczątkach znaleziono: 2 kartki pocztowe oraz świadectwo szczepienia w Kozielsku. Figuruje na liście Komisji Technicznej PCK pod numerem 02992. 

Grób symboliczny Stanisław Mantela znajduje się na Powązkach (kwatera P-5-13). 

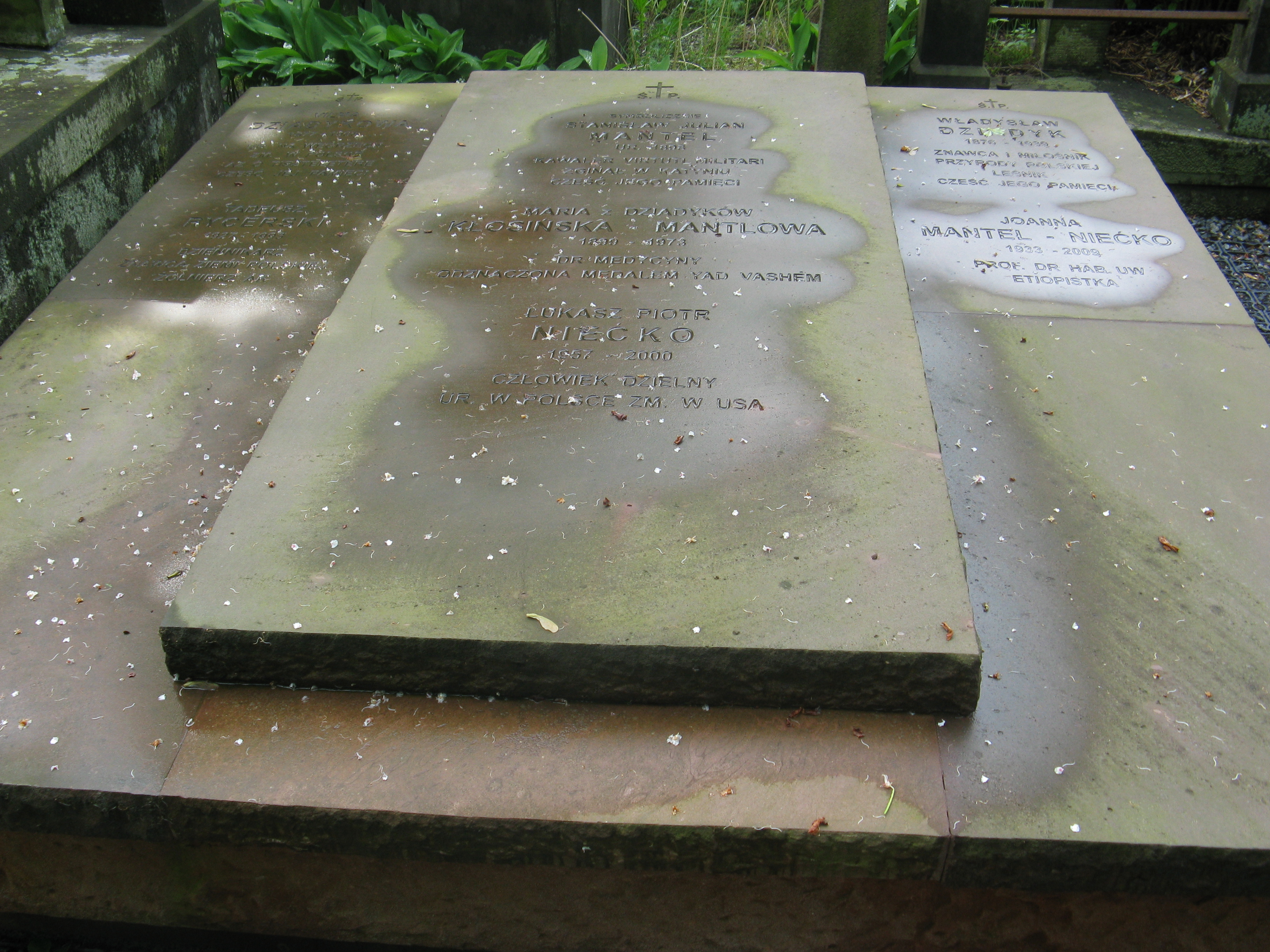
Grób symboliczny na cmentarzu Powązkowskim

## Ordery i odznaczenia
- Krzyż Srebrny Orderu Wojskowego Virtuti Militari[1] nr 4869
- Krzyż Walecznych – czterokrotnie

## Upamiętnienie
Minister obrony narodowej Aleksander Szczygło decyzją Nr 439/MON z 5 października 2007 awansował go pośmiertnie na stopnień kapitana.  Awans został ogłoszony 9 listopada 2007 w Warszawie, w trakcie uroczystości „Katyń Pamiętamy – Uczcijmy Pamięć Bohaterów”.
13 kwietnia 2016, w ramach akcji „Katyń... pamiętamy” / „Katyń... Ocalić od zapomnienia”, w ogrodzie Pałacu Prezydenckiego został zasadzony Dąb Pamięci poświęconego wszystkim Ofiarom Zbrodni Katyńskiej, certyfikat z numerem 1.